# コバネガ
コバネガ（小翅蛾）とは、チョウ目（鱗翅目）コバネガ科（Micropterigidae）に分類される昆虫の総称である。
口器は咀嚼に適した形で、小顎は吻に特化せず、他の鱗翅類では見られない大顎を持つ。これは鱗翅類の祖先形質を反映した特徴と考えられる。
幼虫はコケを食べ、他の鱗翅類とは違い、吐糸管がない。成虫は花粉やコケの胞子を餌とする。